# Commander-in-Chief, China
Commander-in-Chief, China (en français : Commandant en chef, Chine) est un poste de commandement supérieur de la Royal Navy britannique, existant du XIXe au XXe siècle. Le titulaire de cet office était responsable des navires et des établissements à terre de la marine en Chine de 1865 à 1941. Il dirigea donc une formation navale, qui était souvent connue —même dans les documents officiels— sous le nom de China Station.

## Historique

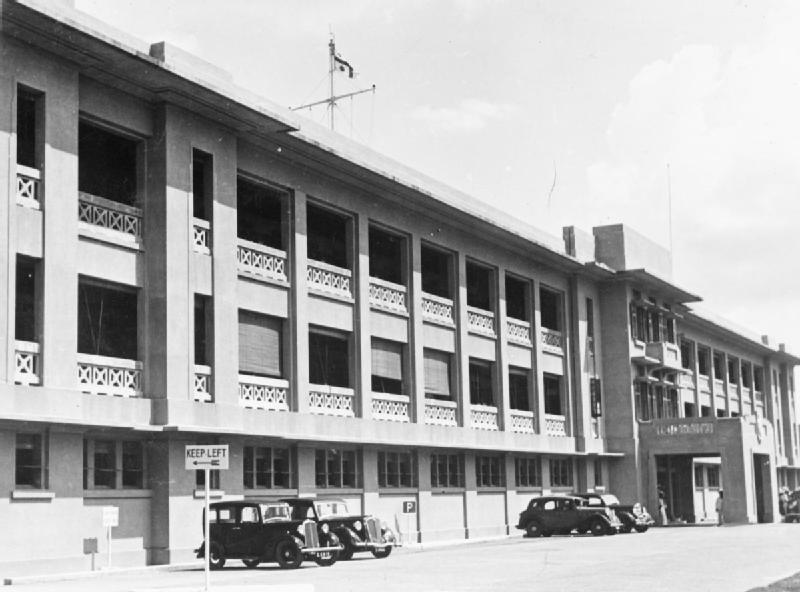
Bureau de la marine à Singapour.

De 1831 à 1865, le Commandant en chef des Indes orientales et de la Chine étaient regroupés en un seul commandement connu sous le nom de « East Indies and China Station (en) ». La China Station, établie en 1865, avait pour zone de responsabilité les côtes de la Chine et de ses cours d'eau navigables, la partie occidentale de l'océan Pacifique et les eaux entourant les Indes néerlandaises. La marine coopéra à de multiples reprises avec les intérêts commerciaux britanniques.
La formation avait des bases à Singapour (base navale de Singapour (en)), HMS Tamar (1865-1941 et 1945-1997) à Hong Kong et Weihai (1898-1930). L'effectif de la China Station se constituait de vieux croiseurs légers et destroyers, les cours d'eau chinois étant patrouillés par une flottille de canonnières appropriées à faible tirant d'eau, appelées « canonnières de Chine ». Les navires de cette formation arboraient habituellement une livrée distinctive, la coque étant peinte en blanc et la superstructure et les cheminées en foncé. À la suite de l'augmentation des menaces japonaises, la China Station fusionna avec l'East Indies Station en décembre 1941 pour former l'Eastern Fleet.

## Commandants successifs
| Dates                              | Commandant                                 |
| ---------------------------------- | ------------------------------------------ |
| 1865–1867                          | Vice-amiral Sir George King (en)           |
| 1867–1869                          | Vice-amiral Sir Henry Keppel (en)          |
| 1869–1871                          | Vice-amiral Sir Henry Kellett              |
| 1871–1874                          | Vice-amiral Sir Charles Shadwell (en)      |
| 1874–1877                          | Vice-amiral Sir Alfred Ryder (en)          |
| 1877–1878                          | Vice-amiral Sir Charles Hillyar (en)       |
| 1878–1881                          | Vice-amiral Robert Coote (en)              |
| 1881–1884                          | Vice-amiral Sir George Willes (en)         |
| 1884–1885                          | Vice-amiral Sir William Dowell (en)        |
| 1885–1887                          | Vice-amiral Sir Richard Vesey Hamilton     |
| 1887–1890                          | Vice-amiral Sir Nowell Salmon (en)         |
| 1890–1892                          | Vice-amiral Sir Frederick Richards (en)    |
| 1892–1895                          | Vice-amiral Sir Edmund Fremantle           |
| 1895–1897                          | Vice-amiral Sir Alexander Buller (en)      |
| 1897–1901                          | Vice-amiral Sir Edward Seymour             |
| 1901–1904                          | Vice-amiral Sir Cyprian Bridge (en)        |
| 1904–1906                          | Vice-amiral Sir Gerard Noel                |
| 1906–1908                          | Vice-amiral Sir Arthur Moore (en)          |
| 1908–1910                          | Vice-amiral Sir Hedworth Meux              |
| 1910–1913                          | Vice-amiral Sir Alfred Winsloe (en)        |
| 1913–1915                          | Vice-amiral Sir Martyn Jerram (en)         |
| 1916–1917                          | Vice-amiral Sir William Lowther Grant (en) |
| 1917–1919                          | Contre-amiral Sir Frederick Tudor (en)     |
| 24 July 1919 – 1922                | Vice-amiral Sir Alexander Duff (en)        |
| 10 septembre 1922 – novembre 1924  | Amiral Sir Arthur Leveson (en)             |
| Novembre 1924 – 1925               | Contre-amiral Sir Allan Everett (en)       |
| 1925                               | Contre-amiral David Anderson               |
| 22 avril 1925 – 8 novembre 1926    | Vice-amiral Sir Edwyn Alexander-Sinclair   |
| 8 novembre 1926 – 28 novembre 1928 | Vice-amiral Sir Reginald Tyrwhitt          |
| 28 novembre 1928 – 28 février 1931 | Vice-amiral Sir Arthur Waistell (en)       |
| 28 février 1931 – 11 mars 1933     | Vice-amiral Sir Howard Kelly (en)          |
| 11 mars 1933 – 11 janvier 1936     | Amiral Sir Frederic Charles Dreyer         |
| 11 janvier 1936 – 5 février 1938   | Vice-amiral Sir Charles Little (en)        |
| 5 février 1938 – 1940              | Amiral Sir Percy Noble                     |
| Septembre 1940 – 1941              | Vice-amiral Sir Geoffrey Layton (en)       |